# روبرتو براون
روبرتو براون (انگلیسی: Roberto Brown؛ زادهٔ ۱۵ ژوئیهٔ ۱۹۷۷) بازیکن فوتبال سابق اهل پاناما است.
از باشگاه‌هایی که در آن بازی کرده‌است می‌توان به مونترال ایمپکت، باشگاه فوتبال پنیارول، باشگاه فوتبال شریف تیراسپول، باشگاه فوتبال ردبول زالتسبورگ، باشگاه فوتبال کلرادو رپیدز، و تیم ملی فوتبال پاناما اشاره کرد.
وی همچنین در تیم ملی فوتبال تیم ملی فوتبال پاناما بازی کرده‌است.